# Dino Jarach
Dino Jarach (27 de enero de 1915, Milán - 26 de marzo de 1996, Buenos Aires, Argentina) fue un abogado, docente, investigador y juez ítalo argentino,  autor de varias obras sobre finanzas públicas y derecho tributario.

## Trayectoria

### Estudios superiores
Se doctoró en jurisprudencia en la Universidad de Turín con la tesis doctoral «Principi per l’aplicazione delle Tasse di Registro» (Padova, CEDAM), calificada con la nota máxima —10— con «Lode e Dignità di Stampa», galardonada con el premio «Dionisio». Revalidó su título de abogado en la Universidad Nacional de La Plata. Cursó estudios de especialización en Holanda, Suiza y Alemania, recibiendo varias becas.

### Docencia
Fue docente asistente de Benvenuto Griziotti, en la Cátedra de Derecho Financiero y Ciencia de Finanzas de la Universidad de Pavía, sin embargo tras la promulgación de las leyes raciales fascistas, en octubre de 1938 fue despedido de la universidad, como judío.
En la Argentina ejerció la docencia en la Universidad de Córdoba y el Instituto Tecnológico del Sur —luego Universidad Nacional del Sur— y años más tarde también fue profesor de Finanzas Públicas en la Facultad de Ciencias Económicas de la Universidad de Buenos Aires así como de la Facultad de Derecho y Ciencias Sociales de esta última.
Dio numerosos cursos y conferencias en instituciones públicas y privadas tanto en la Argentina como en México, Brasil, Venezuela, y Uruguay.
El 18 de marzo de 1987 la Universidad de Buenos Aires lo designó Profesor Emérito.

### Carrera judicial
Fue vocal de la Cámara Fiscal de Apelaciones de la Provincia de Buenos Aires desde su creación hasta abril de 1956.
En el año 1947, redactó por encargo del Gobierno de la Provincia de Buenos Aires un anteproyecto de Código Fiscal para la provincia que fue sancionado por la Legislatura Provincial mediante la ley 5.426 prácticamente sin modificaciones. El Código Fiscal de la Provincia de Buenos Aires, fue el primero que se sancionó en el país y sirvió de modelo para los que fueron dictados posteriormente por muchas otras provincias argentinas, participando Jarach en la redacción de las mismas, al igual que en las actualizaciones o modificaciones introducidas a los mismos en los años siguientes.
Asesoró a varias provincias en diversos proyectos de reformas fiscales, igual que a la Dirección General Impositiva y a las Secretarías de Hacienda y de Agricultura y Ganadería de la Argentina, interviniendo en diversas comisiones de reforma tributaria.
Efectuó también aportes en materia de la coparticipación federal de impuestos, al intervenir en los estudios que luego se tradujeron en el dictado de la ley 14.390 de unificación y distribución de los impuestos internos nacionales y en los trabajos que dieron lugar a la sanción de la ley 14.788 de coparticipación federal de los impuestos a los réditos, a las ventas, etcétera. En 1966 ganó el concurso organizado por el Consejo Federal de Inversiones, para la preparación de un anteproyecto del régimen de unificación y distribución de los impuestos nacionales que, años después, sirvió de base para el dictado de la ley 20.221.
En 1963 realizó un estudio que sirvió de base para un anteproyecto de ley del impuesto a la renta potencial de la tierra, por encargo de la Secretaría de Estado de Agricultura y Ganadería de la Argentina quien luego lo propiciara.
Durante veintiocho años desempeñó la Dirección de la Sección Impuestos de la «Revista La Información». En Italia fue jefe de redacción de la «Rivista di Diritto Finanziario e Scienza delle Finanze».
Fue Presidente y miembro honorario de la Asociación Argentina de Estudios Fiscales. Integró también la Asociación Fiscal Internacional, el Instituto Internacional de Finanzas Públicas, el Instituto Latinoamericano de Derecho Tributario, la Asociación Venezolana de Derecho Tributario, el Instituto Uruguayo de Derecho Tributario, el Centro Internacional de Documentación Fiscal, etcétera.

### Publicaciones
Viajó a la Argentina en mayo de 1941 huyendo de la Segunda Guerra Mundial, de las leyes raciales italianas y del nazismo, por su condición de judío. Dos años después, a los 28 años de edad, publicó una de sus obras más significativas: «El Hecho Imponible», reeditado en varias oportunidades y traducido al portugués y al italiano, constituyéndose en una obra clásica en la materia, al igual que otros libros de Jarach como el «Curso Superior de Derecho Tributario», «Finanzas Públicas», «Finanzas Públicas y Derecho Tributario», «Impuesto a las Ganancias», «Impuesto al Valor Agregado», «Estudio sobre las Finanzas Argentinas 1947-1957» y «Estudios de Derecho Tributario» (publicación póstuma).
A partir de 1937 escribió más de 200 trabajos entre artículos, ensayos y tratados doctrinarios en materia de las finanzas públicas, el derecho tributario, la economía financiera y sus disciplinas afines, que fueron publicados en revistas científicas especializadas de la Argentina, Brasil, España, Italia, México, Portugal, Uruguay y Venezuela.
Jarach tradujo del italiano al castellano varias obras que fueron publicadas en diversas revistas argentinas, así como el libro «Principios de Ciencias de las Finanzas», de Benvenuto Griziotti, y una obra de la esposa de Griziotti, Jenny Griziotti Kretschmann, sobre «Historia de las Doctrinas Económicas». También tradujo del alemán al italiano la obra de Hensel «Steuerrecht» y del alemán al castellano el libro de Goldschmidt «Problemas Jurídicos de la Sociedad Económica».